# Соседний мир
«Соседний мир» — международный фестиваль музыки и актуального искусства, организованный российскими промоутерами в 2008-2013 годах. Open-air, сочетающий в себе отдых на море, современную музыку, видео- и арт-искусство, выступления диджеев, поэтические чтения, разнообразные развлечения: спортивные мероприятия, ярмарку хенд-мейд, файр-шоу. Стартовал фестиваль в 2008 году, и с тех пор ежегодно проводился в Крыму, на побережье Азовского моря (в Щёлкино, база отдыха «Казантип» — мыс Казантип, Татарская бухта). С 2012 года Фестиваль перебрался на новое место — пляж SunDali, который расположен вблизи города Керчь, на городском пляже.

## Хронология

### Соседний мир — 2008
8 августа — Detroit, Анкл7, Абвиотура, ...И друг мой грузовик
9 августа — RitZ, Китай город, Четвёртая частота, Барабанда, Небо Здесь
10 августа — Singleton, Пунктир, МОДЫ, Мои Ракеты Вверх, Кирпичи

### Соседний мир — 2009
14 августа: Maiami scissors, Singleton, Сахара Сахара, Удаленные файлы, 7000$, Элизиум
15 августа: Тайна третьей планеты, Четвёртая частота, П.Т.В.П., Александр Лаэртский, ...И друг мой грузовик, Илья Черт (Пилот)
16 августа: А La Ru, Пунктир, Mamanet, Торба-на-Круче, Noize MC
Ночная программа DJ PsyLeech, DJ Domasko, DJ John Bo, DJ Danon, DJ Valta, DJ Minikin и DJ Buzzkeeper

### Соседний мир — 2010
6 августа — People Like Lemmings, Умбиликус, Адаптация Пчёл, Городская Культура, Jane Air, SunSay, Animal ДжаZ
7 августа — DOK, Моя Мишель, Diversion Voice, Louna, Тайна Третьей Планеты, Sakura, Stigmata, Lumen
8 августа — Зарисовка, Олег Чубыкин, ПЛЯЖ, Скворцы Степанова, Lюk, Торба-на-Круче, Пилот
Ночная программа Dj Maikl, Dj Sobolev, DJ Domasko и Dj Zack.

### Соседний мир — 2011
В 2011 году на Фестиваль проводился 5, 6 и 7 августа. Нововведением было появление второй сцены, под названием «Солнце», на которой организаторы решили дать «зеленый» свет для малоизвестных команд. На Главной сцене выступали как и всем известные команды, так и победители отборочных туров, которые проводились на Украине, в России и Белоруссии. Фестиваль собрал более 10 000 зрителей.
Программа Главной сцены
5 августа
- МУТНАЕВОКА (Группа-победитель отборов Белоруссии)
- КАКТУС (Группа-победитель отборов России No.1)
- ОРКЕСТР ЧЕ
- Alai Oli
- 7000$
- PIANOBOY
- ЭЛИЗИУМ
- Animal ДжаZ

6 августа
- RED GUNS (Группа-победитель отборов России № 2)
- UNIFORM (Группа-победитель отборов Украины № 1)
- Lori!Lori! (Группа-победитель отборов России № 3)
- BAHROMA (Группа-победитель отборов Украины № 2)
- ПОНЧО ПАНАМАС
- Tracktor Bowling
- Скворцы Степанова
- Noize MC
- Ляпис Трубецкой

7 августа
- Площадь Восстания (Группа-победитель отборов Санкт-Петербург)
- WE ARE!! (Группа-победитель отборов Украины № 3)
- AZAT (Группа-победитель отборов России № 4)
- Димна Суміш
- Sakura
- SKIN DIARY
- STIGMATA
- Король и Шут

Программа сцены «Солнце»
5 августа
- Do-Bro (Луганск)
- Say Cheese! (Калининград)
- Ямайский и Островитяне (Санкт-Петербург)
- MORJ (Харьков)
- Ска-н-Ворд (Иваново)
- Tabasco Jamm (Санкт-Петербург)
- J-J Bingz (Минск)
- Радиоснег (Москва)

6 августа
- OLD WORN JACKET (Калининград)
- Шива (Санкт-Петербург)
- Weesp (Минск)
- НЕЧТО (Уфа)
- Доза Радости (Ростов-на-Дону)
- The Javers (Севастополь)
- Naked King (Калининград)
- Holy Crab (Москва)
- B.B.QUEEN (Воронеж)

7 августа
- Day Off (Санкт-Петербург)
- Кімната Гретхен (Днепропетровск)
- Romantic Dump (Екатеринбург)
- AMBER AND ASHES (Ростов-на-Дону)
- Default City (Москва)
- The Fraiz (Брест)
- MIREIA (Астрахань)

### Соседний мир — 2012
Юбилейный 5-й Фестиваль «Соседний МИР» состоялся 27, 28, 29 июля на новом месте — пляже SunDali, который является частью городского пляжа города Керчь. В 2012 году в нём участвовало более 40 музыкальных команд России, Украины и Белоруссии. В этом году был проведен конкурс на новое название главной сцены, по результатам которого она была переименована в «Жару». «Сонце» открывало свои двери Соседям с 11:00 Литературной сценой, и продолжала работу до 04:00 ночной программой. После выступления команд на «Жаре» проводилось, уже ставшее традицией, fire-show.
Программа «Жары»
27 июля
- Malta
- Creamwave
- T. A. U.
- Тайна Третьей Планеты
- Bahroma
- Pur:Pur
- 7000$
- Кабаре-бэнд «Серебряная Свадьба»
- Guf
- Noize MC

28 июля
- Default City
- Step Hall
- Дом грибоедова
- Lori!Lori!
- Драматика
- Louna
- Торба-на-Круче
- Валентин Стрыкало
- Animal ДжаZ
- Бумбокс

29 июля
- Switch On the Light
- Ямайский и Островитяне
- БеZ Dаты
- MORJ
- ILWT
- Alai Oli
- СЛОТ
- Сергей Бабкин
- Ляпис Трубецкой

### Соседний мир — 2013
6-й Фестиваль «Соседний МИР» состоялся 26, 27, 28 июля на новом месте — рядом с аквапарком в Судаке. В 2013 году в нём участвовало музыкальные команды из России, Украины и Белоруссии.
После присоединения Крыма Россией в 2014 году, фестиваль больше не проводится.

## Статьи
- Информационное агентство РИАНОВОСТИ Фестиваль «Соседний мир» соберет любителей рока и искусства на море
- Известия Неделя Соседний мир в Татарской бухте
- Портал «Виртуальный тур по Крыму» Масса панорам фестиваля
- Журнал «КУВЬ» Соседний Мир 2010
- Журнал «КУВЬ»" Отбор работ для выставки на Соседнем мире 2010
- Журнал «КУВЬ» Соседний Мир 2009
- Крымский клубный портал Соседний Мир 2010 — как это было
- Информационное агентство «Актуальна правда» Соседний Мир — 2010! Хороший отдых и качественный sound
- Молодёжный журнал «Палиндром» Путешествие в Соседний Мир 2010 (недоступная ссылка)
- Крымский портал KPORT.INFO Фестиваль «Соседний Мир-2010» в Щёлкино
- Информационный портал «Пороги» «Соседний мир»: привіт, сусідам! (недоступная ссылка)
- Развлекательный портал www.nezabarom.ua Дневник путешествия в «Соседний Мир»
- Портал www.zvuki.ru Фестиваль: Замечательный сосед

## Видео
- Официальный канал Фестиваля
- Музыкальный телеканал Enter Music TV программа vmemorizz
- Репортаж телеканала «А1»
- КУВЬLIVE | Соседний мир